# Vanitas

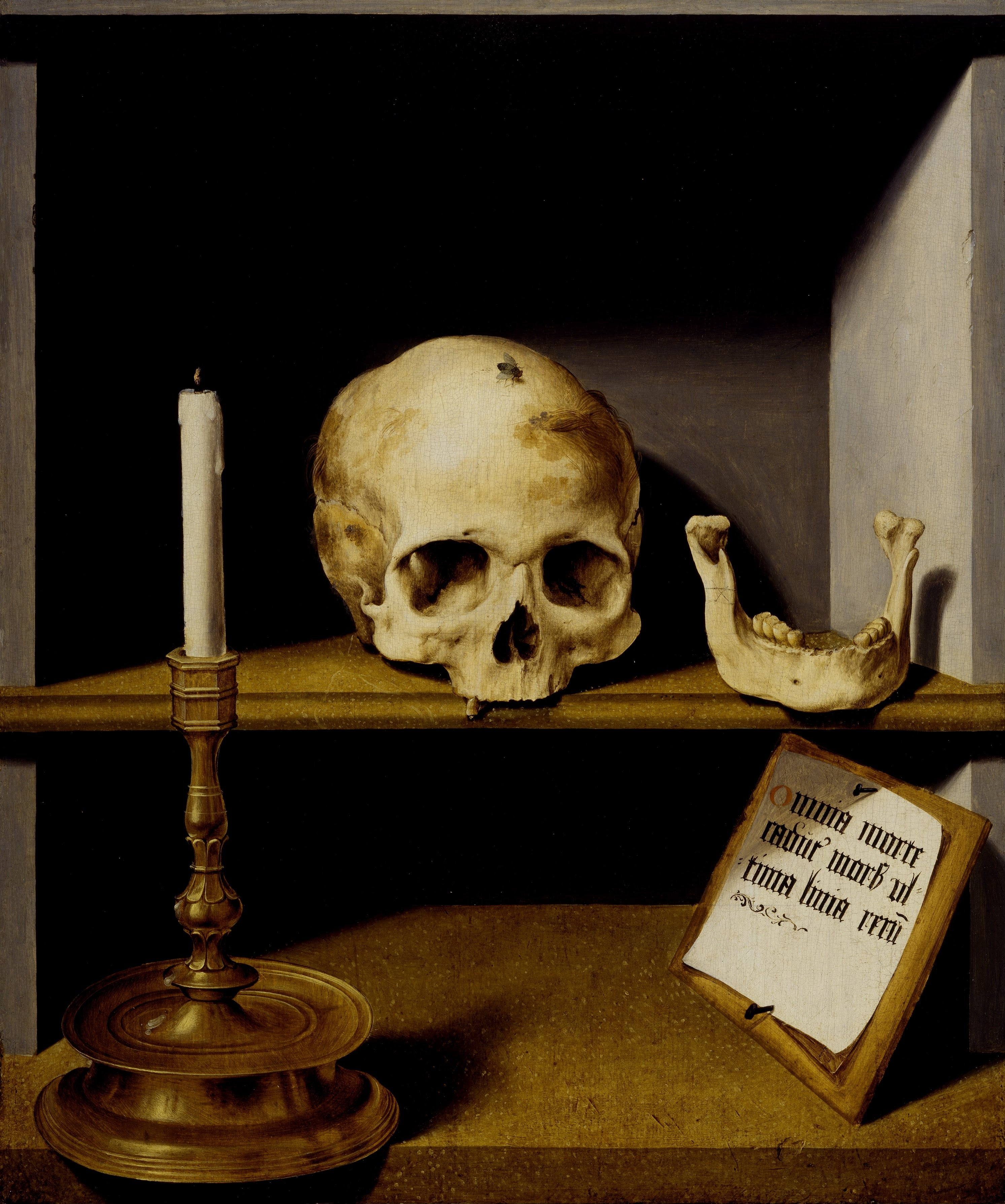
Бартоломеус Брейн Старший. Vanitas. 1524. Дерево, масло. Музей Крёллер-Мюллер, Оттерло, Нидерланды

Ва́нитас (лат. vanitas — суета, тщеславие, бренность) — жанр живописи эпохи барокко, аллегорический натюрморт или иная композиция, центром которой традиционно является человеческий череп, песочные часы, глобус, горящая свеча, старинный фолиант либо другие атрибуты смерти и бренности человеческой жизни. Подобные картины стали появляться в западноевропейском искусстве в XVI и XVII веках, вначале во фламандской живописи в тяжёлые годы Нидерландской революции, или Восьмидесятилетней войны Семнадцати провинций за независимость от испанского владычества. Затем распространились в искусстве Голландии, Италии, Франции и Испании.
«Натюрморты-ребусы», или «кончетто» в стиле ванитас, характерны для искусства интернационального маньеризма, в частности в живописи и графике художников «рудольфинцев» в Праге XVII века при дворе императора Рудольфа II. Иногда такие композиции, особенно в искусстве итальянского барокко, ради контраста дополняли изображениями даров земли: гирлянд из цветов и фруктов или образами путти — обнажённых малышей грустного вида, аллегорически представляющих «суету мирской жизни» и быстротечность времени (композиции «Ребёнок, мечущий кости», «Суета сует», «Плачущий Гераклит и смеющийся Демокрит»).
Термин восходит к библейскому стиху (Еккл. 1:2) «Суета сует, сказал Екклесиаст, суета сует, — всё суета!» (лат. vanitas vanitatum dixit Ecclesiastes vanitas vanitatum omnia vanitas).

## Атрибуты

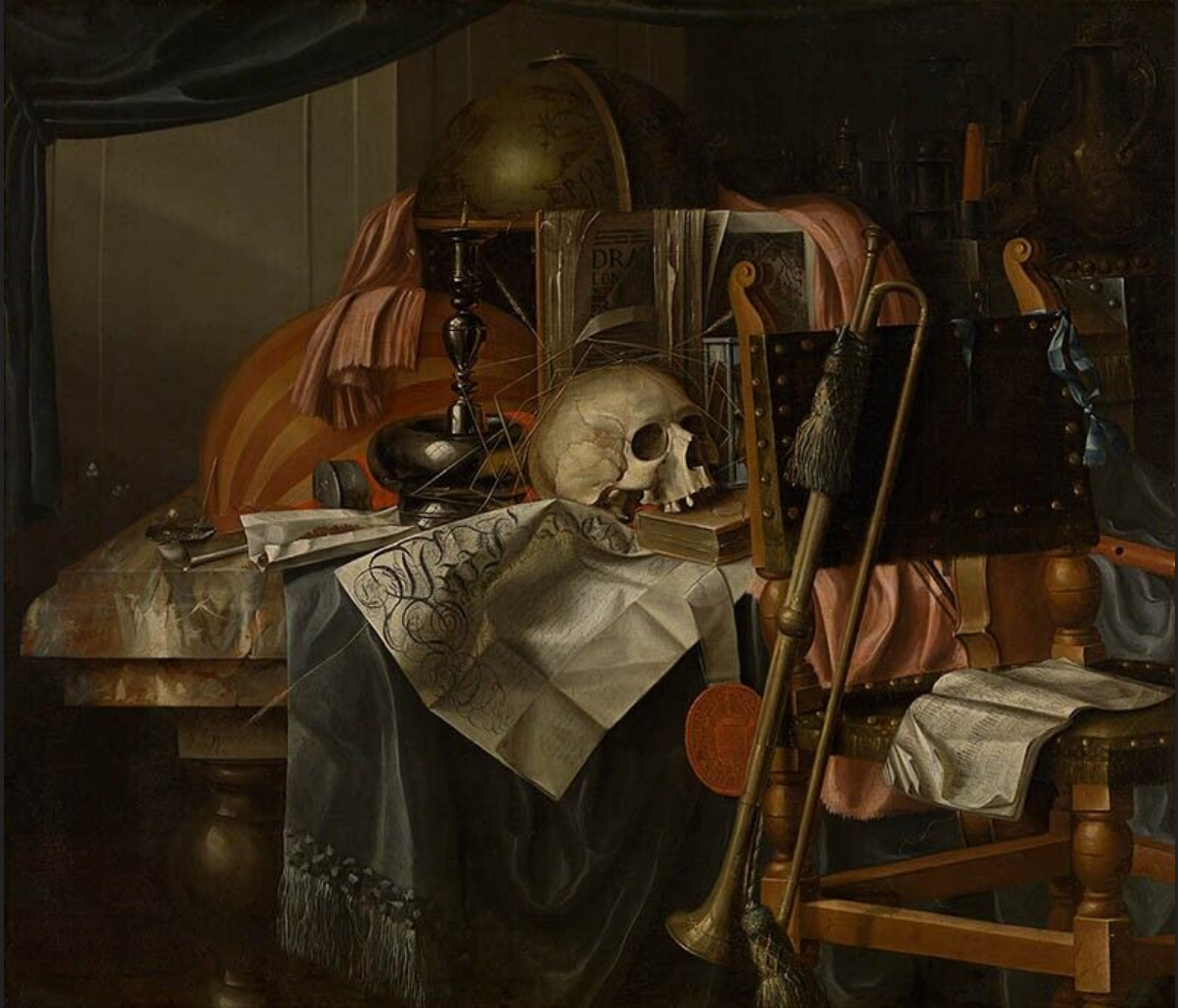
Францискус Гейсбрехтс. Ванитас. Между 1672 и 1676. Холст, масло. Королевский музей изящных искусств, Антверпен

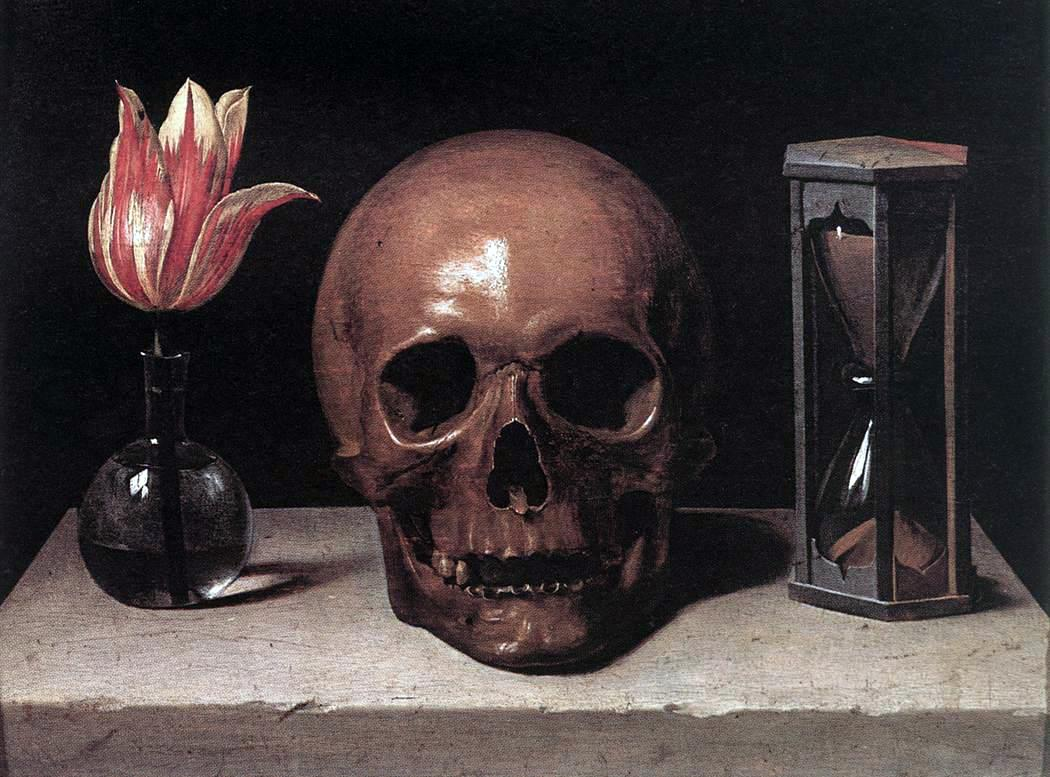
Филипп де Шампень. Натюрморт с черепом. 1644. Дерево, масло. Музей Тессе, Ле-Ман, Франция

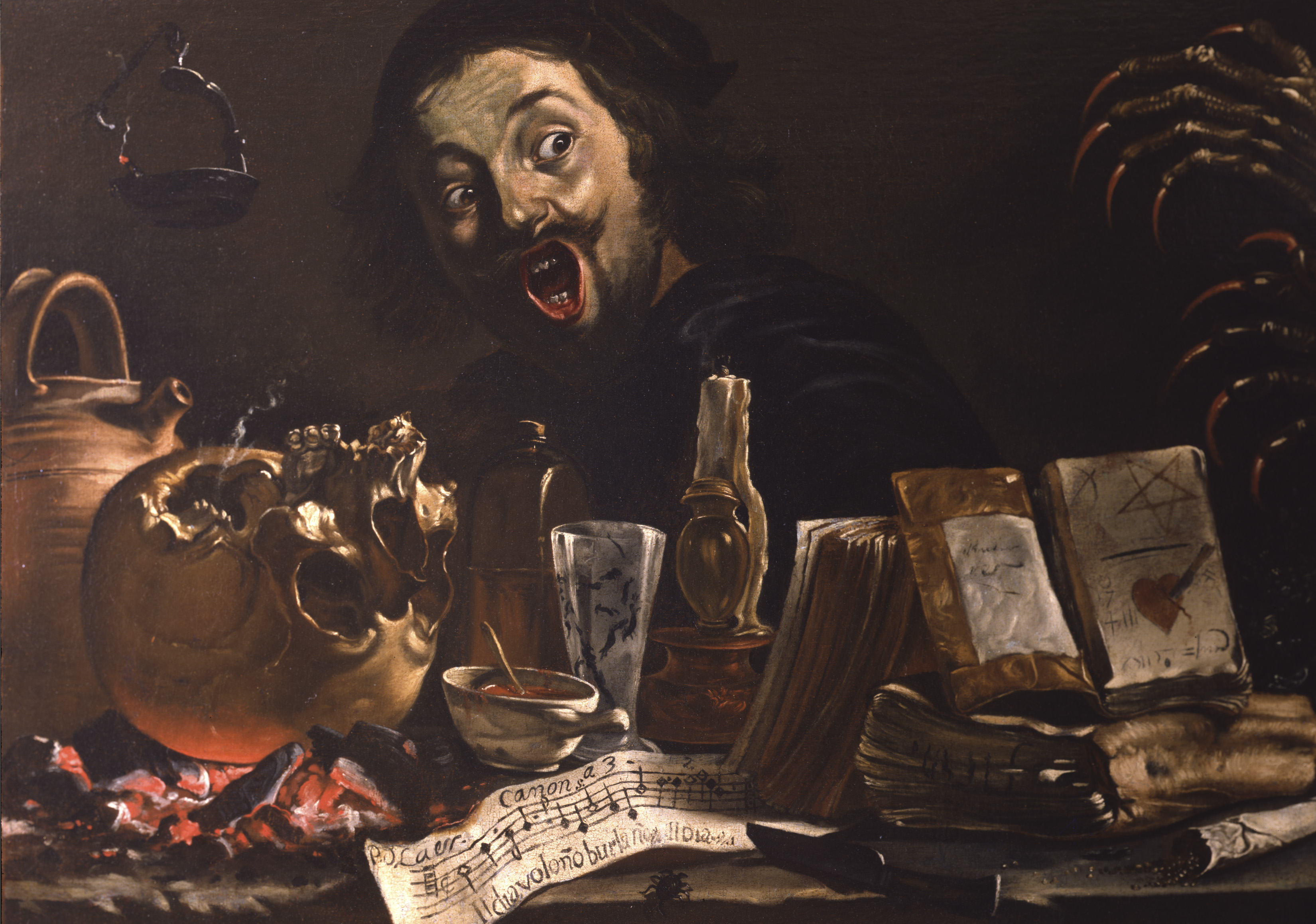
Питер ван Лар. Автопортрет в стиле ванитас. Между 1635 и 1637. Холст, масло. Метрополитен-музей, Нью-Йорк

Символы, встречающиеся на таких картинах, призваны напоминать о бренности человеческой жизни, тщетности удовольствий и мимолётности материальных благ:
- Череп — напоминание о неизбежности смерти. Практически обязательный атрибут натюрморта этого жанра[4]. Аналогично тому, как портрет является лишь отражением когда-то живого человека, так и череп является лишь формой когда-то живой головы. Зритель должен воспринимать его как «отражение», он наиболее отчётливо символизирует бренность человеческой жизни[5].
- Гнилые фрукты — символ старения[6]. Зрелые плоды символизируют плодородие, изобилие, в переносном смысле богатство и благосостояние[5]. Ряд плодов имеет своё значение, связанный с Библией: грехопадение обозначается грушами, помидорами, цитрусами, виноградом, персиками и вишней, и конечно, яблоком. Эротический подтекст имеют инжир, сливы, вишни, яблоки или персики.
- Цветы (увядающие)[7][6]; роза — цветок Венеры, символ любви и секса, которая тщеславна, как всё, присущее человеку[8]. Мак — успокоительное средство, из которого изготавливают опиум, символ смертного греха лености[9][10]. Тюльпан — объект коллекционирования в Нидерландах XVII века, символ необдуманности, безответственности и неразумного обращения с дарованным Богом состоянием[6].
- Ростки зерна, ветви плюща или лавра (редко) — символ возрождения и круговорота жизни. Лавровый венок может венчать череп, напоминая о бренности[5].
- Морские раковины, иногда живые улитки — раковина моллюска является останками когда-то живого животного, она обозначает смерть и бренность[5]. Ползучая улитка — олицетворение смертного греха лености[11]. Большие моллюски обозначают двойственность натуры, символ похоти, ещё одного из смертных грехов.
- Мыльные пузыри — краткость жизни и внезапность смерти; отсылка к выражению homo bulla — «человек есть мыльный пузырь»[5].
- Гаснущая дымящаяся свеча (огарок)[6] или масляная лампа; колпачок для гашения свечей — горящая свеча является символом человеческой души, её затухание символизирует уход.
- Кубки, игральные карты или кости, шахматы (редко) — знак ошибочной жизненной цели, поиска удовольствий и грешной жизни. Равенство возможностей в азартной игре значило также и предосудительную анонимность.
- Курительная трубка — символ быстротечных и неуловимых земных наслаждений.
- Карнавальная маска — является знаком отсутствия человека внутри неё. Также предназначена для праздничного маскарада, безответственного удовольствия.
- Зеркала, стеклянные (зеркальные) шары[12] — зеркало является символом тщеславия, кроме того, тоже знак отражения, тени, а не настоящего явления.
- Разбитая посуда, обычно стеклянные бокалы. Пустой стакан, противопоставленный полному, символизирует смерть. Стекло символизирует хрупкость, белоснежный фарфор — чистоту. Ступка и пестик — символы мужской и женской сексуальности. Бутылка — символ греха пьянства.
- Нож — напоминает об уязвимости человека и о его смертности. Кроме того, это фаллический символ и скрытое изображение мужской сексуальности.
- Песочные и механические часы — быстротечность времени[6].
- Музыкальные инструменты, ноты — краткость и эфемерная природа жизни, символ искусств.
- Книги и географические карты (mappa mundi), писчее перо — символ наук.
- Глобус, как земли, так и звёздного неба.
- Палитра с кистями, лавровый венок (обычно на голове черепа) — символы живописи и поэзии.
- Портреты красивых женщин, анатомические рисунки. Письма символизируют человеческие отношения.
- Щегол, как символ Воскресения[13].
- Красные сургучные печати[14], как и другие предметы, связанные с написанием писем (перо, чернильница, бумага). Являются символом того, что слово материально[15].
- Медицинские инструменты — напоминание о болезнях и бренности человеческого тела.
- Кошельки с монетами, шкатулки с драгоценностями — драгоценности и косметика предназначены для создания красоты, женской привлекательности, одновременно они связаны с тщеславием, самовлюблённостью и смертным грехом высокомерия. Также они сигнализируют об отсутствии на полотне своих обладателей.[16]
- Оружие и доспехи — символ власти и могущества, обозначение того, что нельзя забрать с собой в могилу.
- Короны и папские тиары, скипетры и державы, венки из листьев[16] — знаки преходящего земного господства, которому противопоставлен небесный мировой порядок. Подобно маскам, символизируют отсутствие тех, кто их носил. Портреты (гравированные) монархов[12].
- Ключи — символизируют власть домашней хозяйки, управляющей запасами.
- Руины — символизируют преходящую жизнь тех, кто их населял когда-то, непобедимое течение времени[15].
- Лист бумаги[16] с нравоучительным (пессимистическим) изречением, например:

Vanitas vanitatum; Ars longa vita brevis; Hodie mihi cras tibi (сегодня мне, завтра тебе); Finis gloria mundi; Memento mori; Homo bulla; In ictu oculi (в мгновение ока); Aeterne pungit cito volat et occidit (слава о геройских поступках развеется точно так же, как и сон); Omnia morte cadunt mors ultima linia rerum (всё разрушается смертью, смерть — последняя граница всех вещей); Nil omne (всё — это ничего); Mortem effugere nemo potest (смерти никто не избежит)
Натюрморты этого жанра редко включают человеческие фигуры, иногда скелет — персонификацию смерти. Объекты часто изображаются в беспорядке, символизируя ниспровержение достижений, которые они обозначают.

## Галерея

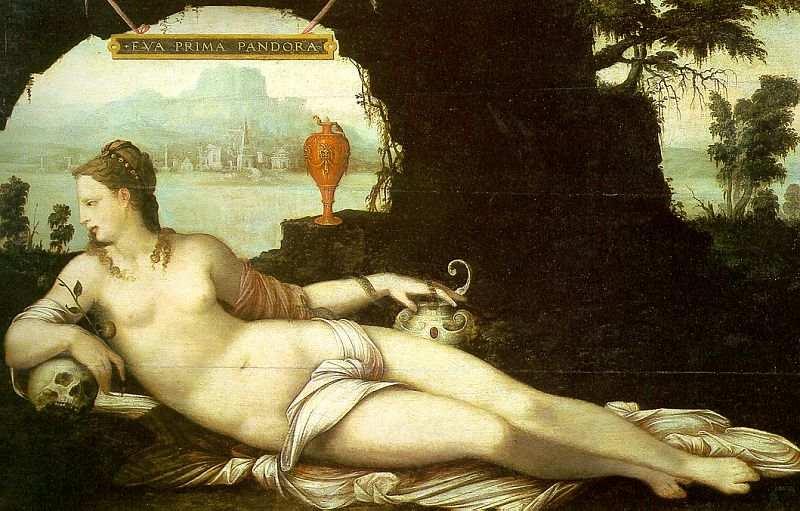
Ж. Кузен. Ева — первая Пандора. 1550. Дерево, масло. Лувр, Париж
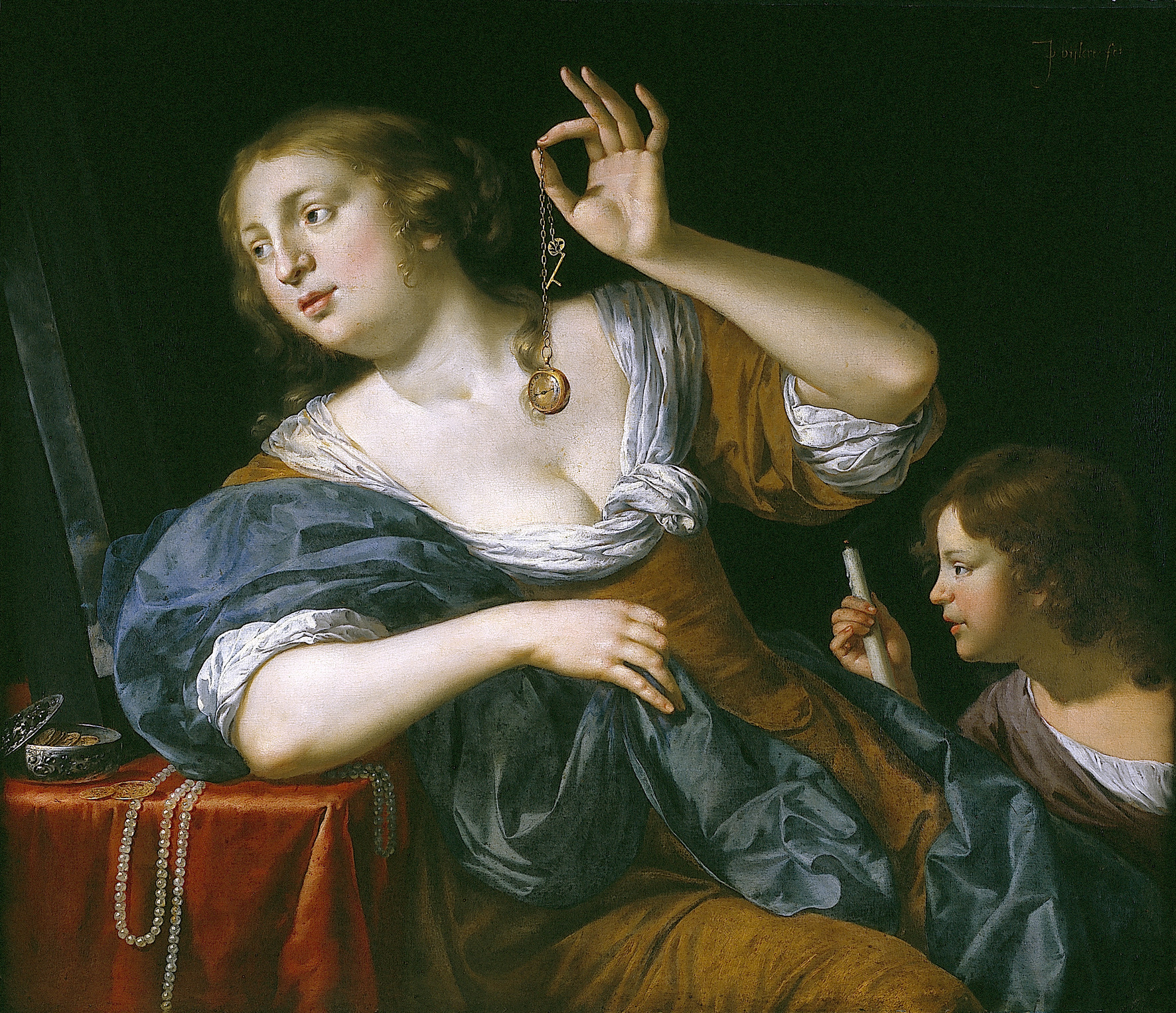
Ян ван Бейлерт. Ванитас. 1640. Холст, масло. Центральный музей Утрехта
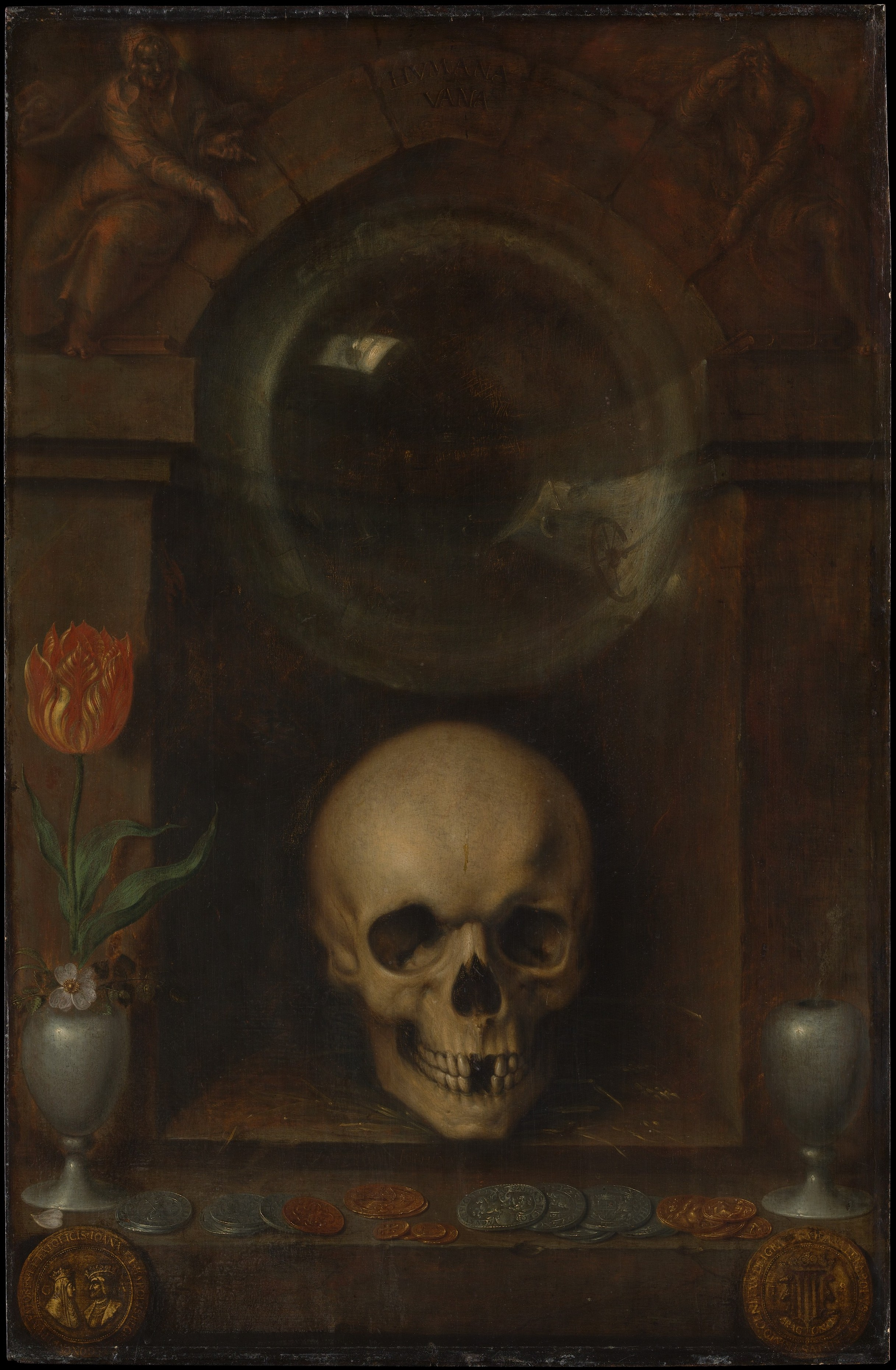
Якоб де Гейн. Vanitas. 1603. Холст, масло. Метрополитен-музей, Нью-Йорк. Над аркой изображён рельеф «Плачущий Гераклит и смеющийся Демокрит»
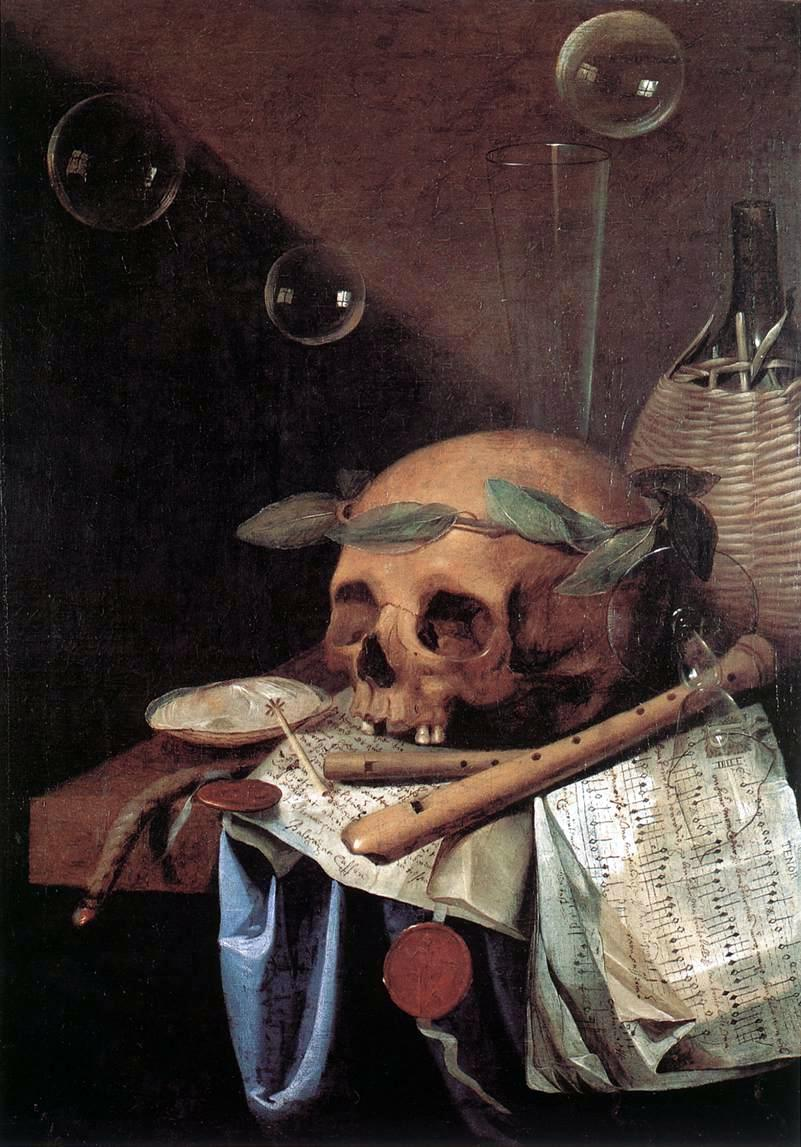
Симон Ренар де Сен-Андре. Ванитас. Ок. 1650. Холст, масло. Музей изобразительных искусств, Лион
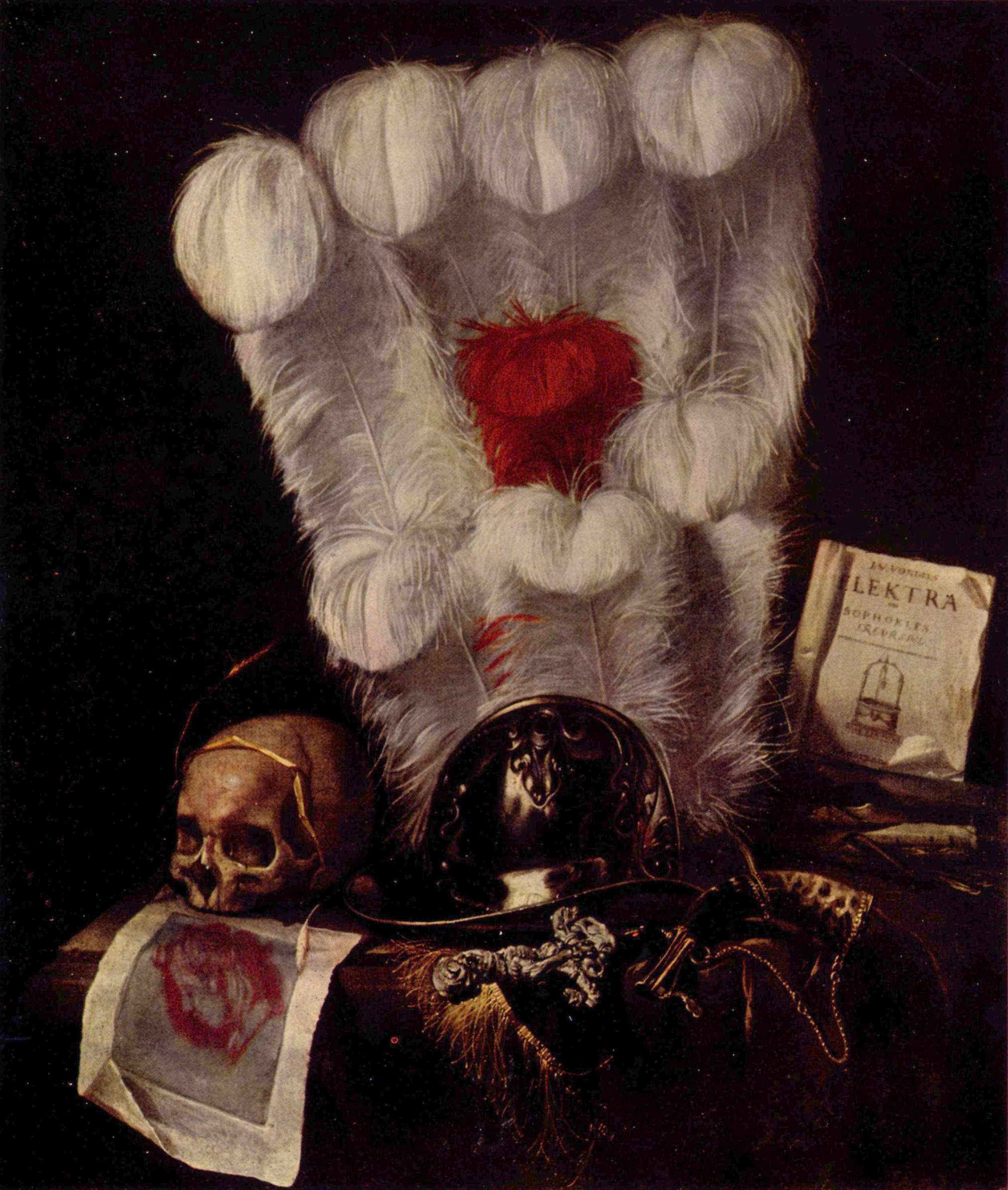
Юриан ван Стрек. Натюрморт. Ок. 1670. Холст, масло. Государственный музей изобразительных искусств им. А. С. Пушкина, Москва
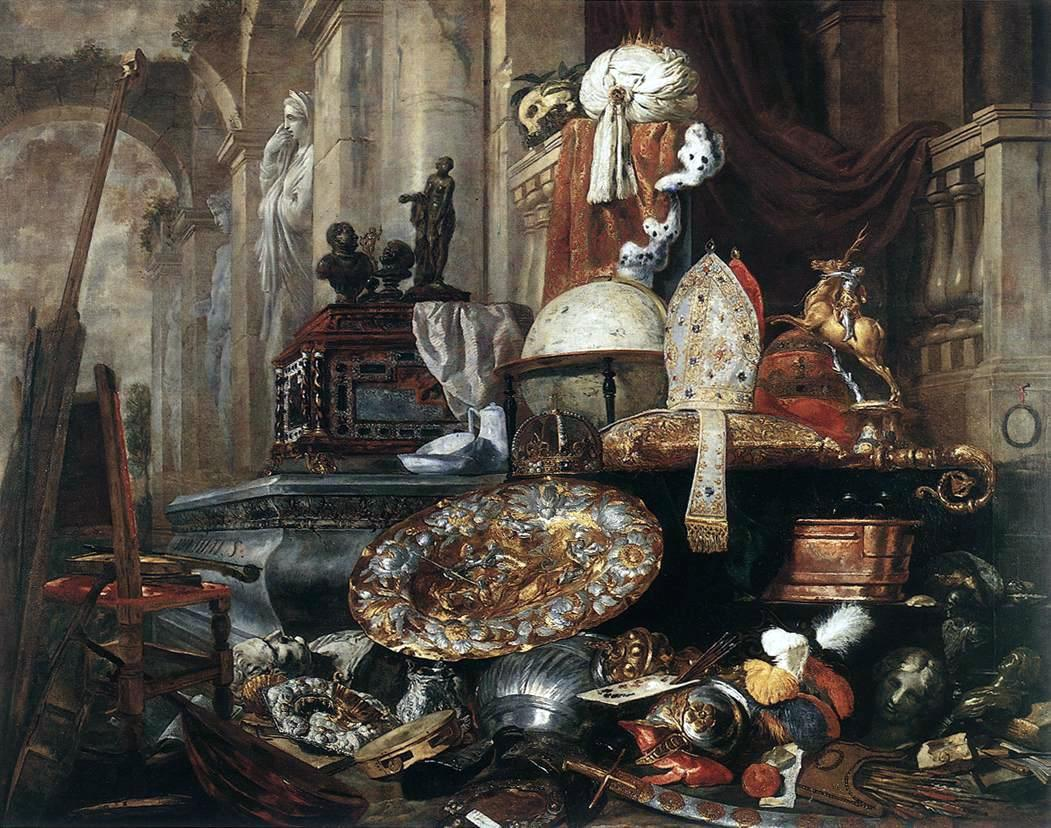
П. Буль. Натюрморт «ванитас». 1663. Холст, масло. Дворец изящных искусств, Лилль, Франция
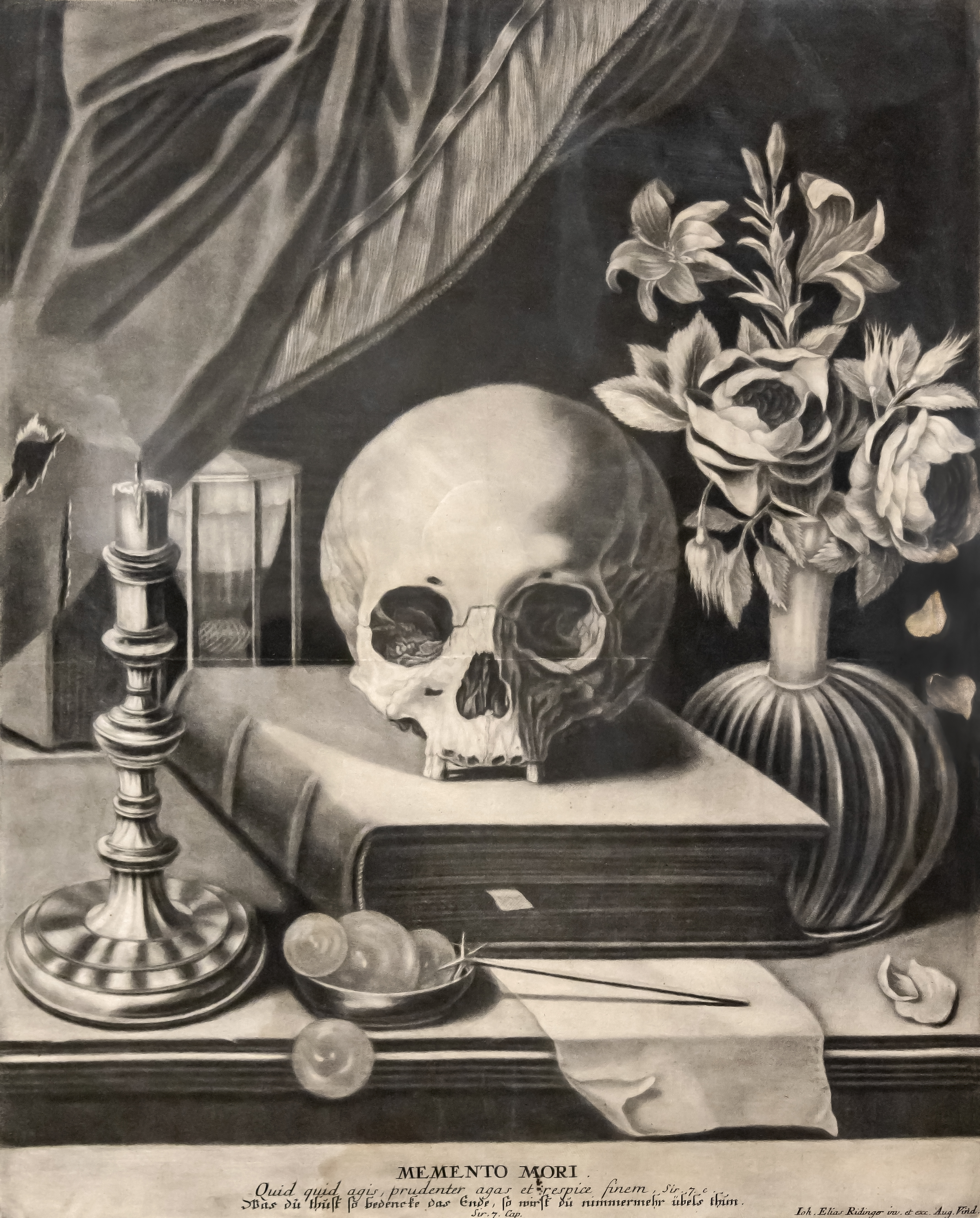
Й. Э. Ридингер. Memento mori. Меццо-тинто

## Развитие жанра
Натюрморты vanitas в начальной форме представляли собой фронтальные изображения черепов (обычно в нишах со свечой) или других символов смерти и бренности, которые писались на реверсах портретов в эпоху Ренессанса. Эти vanitas, а также цветы, которые также рисовали на оборотах, — самые ранние примеры жанра натюрморта в европейском искусстве Нового Времени (например, первый голландский натюрморт — именно «Vanitas» кисти Якоба де Гейна). Эти черепа на оборотах портретов символизировали смертность человеческой натуры (mors absconditus) и противопоставлялись живому состоянию модели на обороте картины. Самые ранние vanitas — обычно самые скромные и мрачные, зачастую чуть ли не монохромные. Натюрморты vanitas выделились в независимый жанр около 1550 года.
Художники XVII века перестали изображать череп строго фронтально в композиции и обычно «клали» его в стороне. По мере развития эпохи барокко эти натюрморты становились всё более пышными и изобильными.
Они приобрели популярность к 1620-м годам. Развитие жанра вплоть до спада его популярности примерно в 1650-х гг. сосредотачивалось в Лейдене, нидерландском городе, который Бергстром в своём исследовании на тему нидерландского натюрморта объявил «центром создания vanitas в XVII веке». Лейден являлся важным центром кальвинизма, течения, которое осуждало моральную развращённость человечества и стремилось к твёрдому моральному кодексу. Бергстром считал, что для кальвинистских художников эти натюрморты являлись предупреждением против тщеславия и бренности и были иллюстрацией кальвинистской морали того времени. Также на сложение жанра, вероятно, повлияли гуманистские воззрения и наследие жанра memento mori
.